# Labruyère (Côte-d'Or)
Labruyère é uma comuna francesa na região administrativa da Borgonha-Franco-Condado, no departamento de Côte-d'Or. Estende-se por uma área de 7,25 km². Em 2010 a comuna tinha 234 habitantes (densidade: 32,3 hab./km²).